# Núi Ba Hòn (Kiên Giang)
Đối với các định nghĩa khác, xem Ba Hòn (định hướng).

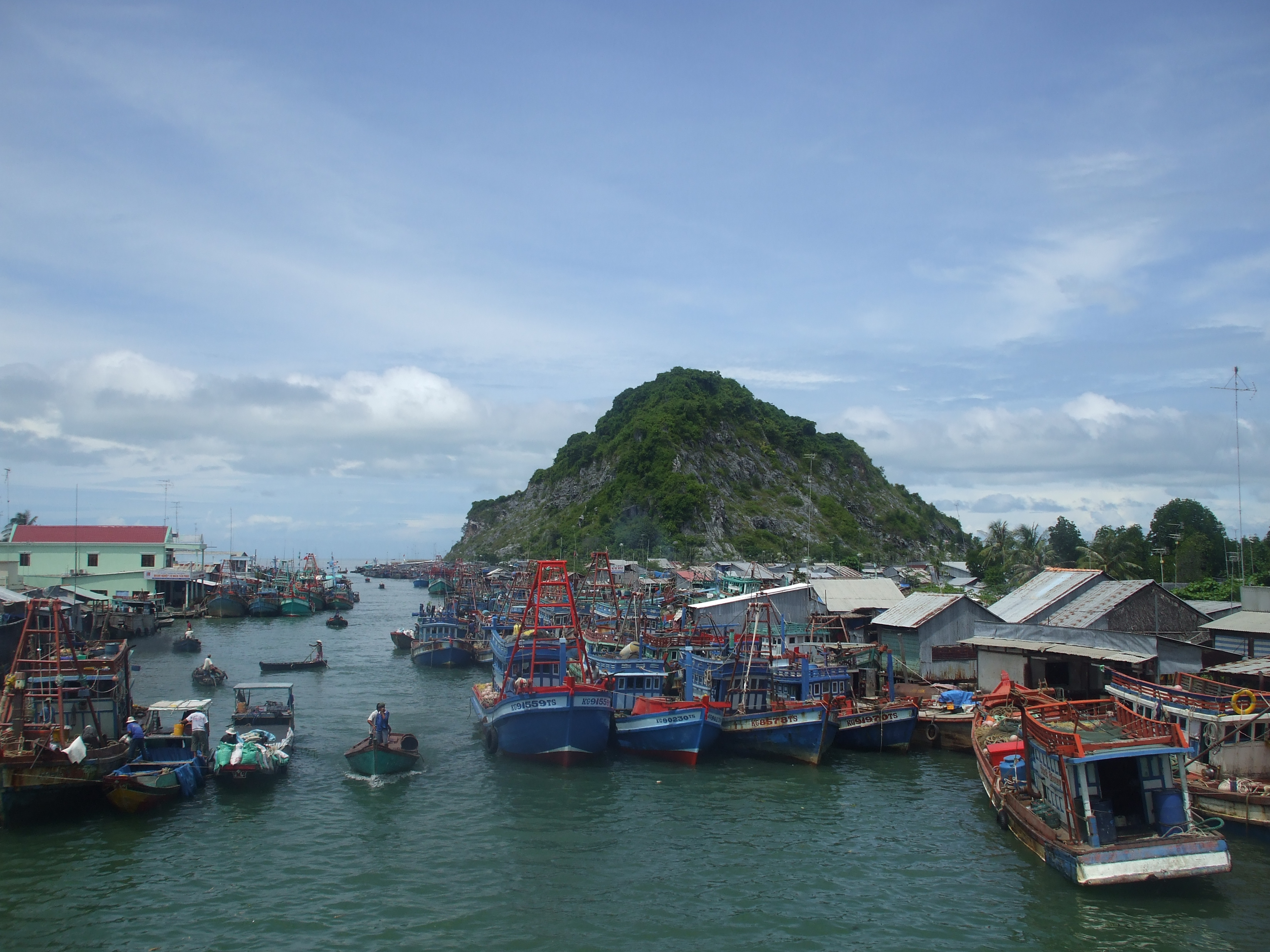
Núi Ba Hòn

Núi Ba Hòn thuộc ấp Hòa Lập, thị trấn Kiên Lương, huyện Kiên Lương, tỉnh Kiên Giang là một ngọn núi nhỏ nằm ngay vàm kênh Ba Hòn đổ vào vịnh Thái Lan.
Núi có chu vi khoảng 900 m và diện tích khoảng 5 ha. Thành phần đá của núi gồm đá vôi sét, đá vôi silic, đá vôi chứa fuenlinida. Vị trí của núi thường xuyên bị đe dọa bởi tình trạng sạt lở có thể gây nguy hiểm cho dân cư sống gần chân núi. Hầu hết người dân sống gần núi là ngư dân.

### Sách
- Trương Minh Đạt (2001). Nhận thức mới về đất Hà Tiên: khảo luận, đính chính, tư liệu. Nhà xuất bản Trẻ. OCLC 48787415.
- Vữ Khúc (1984). Hóa thạch đặc trưng ở miền Nam Việt Nam. Nhà xuất bản Khoa học và kỹ thuật. OCLC 754553936.